# Malý zmenšený septakord
Malý zmenšený septakord je pojem z oboru hudební teorie označující jeden z méně frekventovaných typů čtyřzvuku – septakord.
Jedná se o akord obsahující kromě svého základního tónu ještě malou tercii, zmenšenou kvintu a malou septimu. Z hlediska terciového systému je malý zmenšený septakord rozšířením zmenšeného kvintakordu o velkou tercii.

## Značení
Malý zmenšený septakord je obvykle značen velkým písmenem názvu základního tónu s příponou mi pro označení mollového charakteru, který je doplněn o horní index 7 (ten se obecně používá ke značení malé septimy) a o horní index 5- (označující zmenšenou kvintu):
- {\displaystyle Cmi^{7/5-}\,\!} od základního tónu c
- {\displaystyle F^{\#}mi^{7/5-}\,\!} od základního tónu fis
- {\displaystyle E^{b}mi^{7/5-}\,\!} od základního tónu es

Existují také některá alternativní značení, nejčastěji:
- {\displaystyle Cm^{7/5-}\,\!}
- {\displaystyle Cmi^{7/5b}\,\!}
- {\displaystyle Cm^{7/5b}\,\!}
- {\displaystyle Cm-^{7}\,\!}
- {\displaystyle c^{7/5-}\,\!}

## Složení
Následující tabulka obsahuje složení malého zmenšeného septakordu od jednotlivých základních tónů:
| Značka akordu                       | Základní tón | Malá tercie | Zmenšená kvinta | Malá septima |
| ----------------------------------- | ------------ | ----------- | --------------- | ------------ |
| {\displaystyle Cmi^{7/5-}\,\!}      | c            | es          | ges             | b            |
| {\displaystyle Gmi^{7/5-}\,\!}      | g            | b           | des             | f            |
| {\displaystyle Dmi^{7/5-}\,\!}      | d            | f           | as              | c            |
| {\displaystyle Ami^{7/5-}\,\!}      | a            | c           | es              | g            |
| {\displaystyle Emi^{7/5-}\,\!}      | e            | g           | b               | d            |
| {\displaystyle Hmi^{7/5-}\,\!}      | h            | d           | f               | a            |
| {\displaystyle F^{\#}mi^{7/5-}\,\!} | fis          | a           | c               | e            |
| {\displaystyle C^{\#}mi^{7/5-}\,\!} | cis          | e           | g               | h            |
| {\displaystyle A^{b}mi^{7/5-}\,\!}  | as           | ces (=h)    | eses (=d)       | ges          |
| {\displaystyle E^{b}mi^{7/5-}\,\!}  | es           | ges         | heses (=a)      | des          |
| {\displaystyle B^{b}mi{7/5-}\,\!}   | b            | des         | fes (=e)        | as           |
| {\displaystyle Fmi^{7/5-}\,\!}      | f            | as          | ces (=h)        | es           |

## Význam
Malý zmenšený septakord může stát na sedmém stupni durové stupnice a na šestém nebo sedmém stupni vzestupné melodické moll. Používá se obvykle jako průchodný akord a i v této své funkci je často nahrazován svou alterací – zmenšeným septakordem, jehož použití je díky jeho symetrii lehčí.